# Collegium medicum (université Jagellonne)
Le Collegium Medicum de l'université Jagellonne de Cracovie est la plus ancienne école de médecine en Pologne. 
Il regroupe quatre structures de cette université :
- Faculté de médecine (Wydział Lekarski),
- Faculté de médecine pour les étrangers (Wydział Lekarski – Szkoła Medyczna dla Obcokrajowców),
- Faculté de pharmacie (Wydział Farmaceutyczny),
- Faculté de sciences de la santé (Wydział Nauk o Zdrowiu).

Les facultés de médecine et de pharmacie sont considérées dans les classements universitaires nationaux et internationaux comme l'une des meilleures écoles de médecine en Pologne : le Collegium Medicum est régulièrement à l'un des deux premiers rangs des écoles de médecine en Pologne par le prestigieux classement annuel, du magazine Perspektywy (pl) et du quotidien Rzeczpospolita.
De 1950 à 1993, le secteur médical a été détaché par le gouvernement communiste de l'université Jagellonne pour constituer un établissement autonome qui portait le nom d’Académie de médecine Nicolas-Copernic.
Depuis sa réintégration dans l'université en 1993, le Collegium Medicum a à sa tête un vice-recteur qui a rang de recteur (ce qui n'a pas empêché un professeur de médecine, Wojciech Nowak (pl), de devenir recteur de l'université en 2012, pour la première fois depuis la réunification).

## Les vice-recteurs de l'université Jagellonne pour le Collegium Medicum depuis 2008
- Wojciech Nowak (pl), chirurgien (2008-2012)
- Piotr Laidler (pl), biologiste, biochimiste (2012-2016)[3]
- Tomasz Grodzicki (pl), spécialiste en médecine interne, gériatrie et hypertension (2016-2024)[4]
- Maciej Małecki (d), spécialiste en médecine interne, diabétologie, diagnostic de laboratoire et endocrinologie (depuis 2024)[4]